# Serguéi Karaváyev
Serguéi Alexéyevich Karaváyev –en ruso, Сергей Алексеевич Караваев– (Múrom, URSS, 22 de enero de 1953) es un deportista ruso que compitió en boxeo. Ganó una medalla de bronce en el Campeonato Mundial de Boxeo Aficionado de 1993, en el peso semimedio.

## Palmarés internacional
| Campeonato Mundial | Campeonato Mundial  | Campeonato Mundial | Campeonato Mundial |
| Año                | Lugar               | Medalla            | Categoría          |
| ------------------ | ------------------- | ------------------ | ------------------ |
| 1993               | Tampere (Finlandia) | Medalla de bronce  | 71 kg              |